# Brighter Than the Sun
"Brighter Than the Sun" là bài hát được thu âm bởi nữ ca sĩ kiêm sáng tác người Mỹ Colbie Caillat. Bài hát do Ryan Tedder sản xuất và sáng tác cùng chính Caillat, trước khi được phát hành dưới dạng đĩa đơn thứ hai trích từ album phòng thu thứ ba của cô mang tên All of You vào ngày 23 tháng 5 năm 2011 bởi Universal Republic qua định dạng tải nhạc số. Về mặt nhạc lý, đây là bài hát theo dòng nhạc pop mang tiết tấu nhanh, và phần lời nhạc kể về quan hệ của cô cùng người tình của mình. Bài hát nhận được nhiều đánh giá tích cực từ phía các nhà phê bình âm nhạc, khi cảm thấy yêu thích phong cách tuơi sáng và hơi thở mùa hè của nó. Bài hát này hiện đã đạt chứng nhận Bạch kim tại Hoa Kỳ và đạt nhiều thành công trên các bảng xếp hạng Billboard, khi đạt đến top 50 trên Billboard Hot 100 và vị trí Á quân tại Adult Pop Songs.

## Cấu trúc
Bài hát này được chắp bút bởi chính Caillat cùng nhà soạn nhạc ăn khách kiêm trưởng nhóm nhạc OneRepublic, Ryan Tedder. "Thông thường, tôi muốn album của mình bắt đầu bằng một bài hát nhẹ nhàng," Caillat chia sẻ, "nhưng ‘Brighter Than the Sun’ lại là một sự khác biệt. Bài hát mang tiết tấu sôi động và không khí vui vẻ. Quản lý của tôi ban đầu cũng yêu cầu đặt bài hát này ở đầu album, và quyết định ấy thật sự đúng đắn. Bài hát này thật tuyệt vời vì nó khiến mọi người dễ bắt nhịp ngay lập tức và hứng thú với đoạn còn lại của bài hát. Ở mỗi đoạn của bài hát đều có một nhạc cụ khác nhau dẫn đường. Nó không trùng lặp cùng nhau, khiến cho khán giả muốn nghe thêm những gì tiếp sau đó." Caillat còn chia sẻ việc sáng tác tất cả những bài hát trong All of You về mối quan hệ của cô với Justin Young, người chơi guitar trong ban nhạc của cô. "Anh ấy ở trong ban nhạc của tôi trong suốt hai năm nay, trước khi chúng tôi kịp nhận biết tình cảm của mình dành cho nhau," cô nói. "Tôi viết gần như toàn bộ album này về cả hai, về những thăng trầm của chúng tôi."

## Đánh giá chuyên môn
Amy Sciaretto từ Artist Direct cho một đánh giá tích cực, khi gọi bài hát này "tuơi sáng, bay bổng, nhẹ nhàng như lời thì thầm, ngọt ngào và mang làn hương của biển". Cô cũng thích "cái cách mà cô ấy khiến mọi người cảm thấy ấm áp và luôn gợi nhớ về biển cả khi nghe những giai điệu của cô ấy". Robbie Daw viết trên trang web Idolator rằng "Colbie Caillat mang đến một đĩa đơn mới có tiết tấu nhanh và dễ gây nghiện, vừa đúng lúc khi hè đến". Entertainment Weekly phát biểu một cách tích cực, khi đề cao việc "Caillat chơi một giai điệu nhịp nhàng (những tiếng vỗ tay cao hứng trong Brighter Than the Sun)." Lavina Suthenthiran từ MTV News cho rằng ‘Brighter Than the Sun’ là một giai điệu tuơi mới sánh cùng phần giọng hát ấm áp và nhạc mộc tuy có phần nhanh hơn so với Bubbly, và nó có thể khiến bạn cảm nhận được tất cả hơi thở mùa hè." Bill Lamb từ About.com tỏ ra yêu thích bài hát này khi nói rằng "Những tiếng vỗ tay tuơi trẻ đã nhấn mạnh niềm hân hoan lãng mạn của sự kết hợp cùng Ryan Tedder này." Chris Willman từ Chicago Tribune nghĩ rằng cho dù album này có sự góp mặt của nhiều nhà sản xuất khác nhau, thì phong cách của nó vẫn không hề thay đổi. Sputnikmusic cho rằng bài hát này mang lại một "hiệu ứng 'nhiệt đới'"

## Diễn biến thương mại
Bài hát này mở đầu tại vị trí thứ 90 trên Billboard Hot 100 và đạt đến vị trí thứ 47 trong ấn bản tuần lễ ngày 4 tháng 2 năm 2012. Đĩa đơn này trụ vững trong Hot 100 trong suốt 26 tuần lễ, trở thành bài hát có diễn biến tốt nhất của cô tại đó kể từ "I Never Told You" (2010).
Bài hát có những diễn biến mạnh mẽ hơn tại các bảng xếp hạng adult contemporary, khi đạt đến ngôi Á quân tại Adult Pop Songs, trở thành một trong những đĩa đơn thành công nhất của cô tại đó, cùng với "Fallin' For You" và chỉ đứng sau "Bubbly". Bài hát còn đạt ngôi đầu bảng trên Adult Contemporary, trở thành đĩa đơn thứ ba của cô đạt được thành tích trên. Trên bảng xếp hạng Pop Songs, bài hát đạt vị trí thứ 39 và trở thành một trong những đĩa đơn thành công nhất của cô tại đó, kể từ "Fallin' For You" (2009). Ngoài ra nó còn đạt vị trí thứ 38 tại Radio Songs.

## Video âm nhạc
Một đoạn ngắn được trích ra từ video âm nhạc cho bài hát này được phát hành vào ngày 13 tháng 6 năm 2011. Video có bao gồm cảnh được quay tại bờ biển Playa Del Rey tại Los Angeles. Phần sản xuất cho nó được lấy cảm hứng từ những yếu tố tự nhiên, như hoa, trái cây, và một chiếc giường phủ đầy cỏ. Video này được phát hành chính thức vào ngày 30 tháng 6 năm 2011. Trong video, Colbie xuất hiện cùng nhiều người bạn đang nhảy nhót được xếp thành một vòng tròn xung quanh cô.
Jenna Hally Rubenstein từ MTV Buzzworthy phát biểu một cách mỉa mai rằng video này là "bữa tiệc nóng bỏng và có ý thức về môi trường nhất của mùa hè này."

## Trong văn hóa đại chúng
- Bài hát này được thể hiện lại bởi Katharine McPhee (Á quân Thần tượng âm nhạc Mỹ mùa thứ 5) trong tập phim "The Workshop" của chương trình truyền hình Smash.
- Bài hát này được góp mặt trong bộ phim Big Miracle của hãng Universal vào năm 2012.
- Bài hát còn được góp mặt trong mục quảng cáo của sản phẩm dầu gội Pantene vào năm 2011.
- Bài hát được xuất hiện ở một trong số các đoạn giới thiệu của phim The Help.
- Bài hát được xuất hiện ngắn trong đoạn quảng cáo cho trạm phát thanh KS95 tại Minnesota.
- Bài hát còn xuất hiện trong bộ phim tiếng Đức năm 2011 mang tên "Männerherzen... und die ganz ganz große Lieb", phần tiếp theo của "Männerherzen", được biết đến rộng rãi trong tiếng Anh dưới cái tên Men in the City.
- Bài hát xuất hiện trên các quảng cáo của đài OWN.
- Bài hát được sử dụng trong đoạn quảng cáo cho chương trình đàm thoại đã bị hủy bỏ mang tên Katie.
- Bài hát được xuất hiện trong phần ghi tên cuối phim One for the Money.
- Tại Philippines, bài hát còn được xuất hiện trong quảng cáo cho Solaire Resort & Casino trên ABS-CBN.

## Trình diễn trực tiếp
Caillat trình diễn bài hát này trên Today Show vào ngày 12 tháng 7 năm 2011 và hai ngày sau đó trên The Tonight Show with Jay Leno. Cô xuất hiện dưới dạng ca sĩ khách mời trong chương trình So Random! tập "Colbie Caillat" vào ngày 14 tháng 8 năm 2011 và trình diễn bài hát này, khi đổi ca từ của bài hát từ "so damn beautiful" sang "so so beautiful". Caillat còn trình diễn bài hát này trên chương trình Live with Regis & Kelly vào ngày 27 tháng 9 năm 2011. Cô tiếp tục trình diễn nó tại Lopez Tonight vào ngày 1 tháng 1 năm 2011.

## Xếp hạng và chứng nhận doanh số
| Bảng xếp hạng (2011–12)               | Thứ hạng cao nhất |
| ------------------------------------- | ----------------- |
| Austrian Singles Chart                | 31                |
| Canadian Hot 100                      | 65                |
| German Singles Chart                  | 44                |
| Japan Hot 100                         | 77                |
| South Korean Singles                  | 67                |
| Swiss Singles Chart                   | 55                |
| US Billboard Hot 100                  | 47                |
| Hoa Kỳ Pop Airplay (Billboard)        | 33                |
| Hoa Kỳ Adult Pop Airplay (Billboard)  | 2                 |
| Hoa Kỳ Adult Contemporary (Billboard) | 1                 |

| Quốc gia                                                                           | Chứng nhận | Số đơn vị/doanh số chứng nhận |
| ---------------------------------------------------------------------------------- | ---------- | ----------------------------- |
| Hoa Kỳ (RIAA)                                                                      | Bạch kim   | 1.000.000^                    |
| * Chứng nhận dựa theo doanh số tiêu thụ. ^ Chứng nhận dựa theo doanh số nhập hàng. |            |                               |